# Музеј невиности (роман)
Музеј невиности (тур. Masumiyet Müzesi) је роман књижевника и првог турског нобеловца Орхана Памука. Објављен је 2008. године, а исте године, неколико месеци касније, преведен је и објављен и на српском језику. У овом роману, једном од својих најобимнијих дела, Памук описује живот у Истанбулу од 1975. године до данашњих дана. У основи приче је љубав између Кемала и Фусуне, трагична јер јој се од самог почетка супротстављају друштвени статус, године, родбинске везе и друге традиционалне вредности конзервативног друштва. Ово је роман који отвара најразноврсније теме, од живота у Истанбулу седамдесетих година 20. века, табуа и слобода преко љубавне приче, све до савремене турске кинематографије. Памук у роману Музеј невиности слика емотивни однос двоје људи који је пун опсесија, фетиша, чежњи и предмета који као део интимних тренутака и остају неизбрисиво сведочанство у времену.
Орхан Памук је роман Музеј касније и материјализовао. Купио је један мали стан у Чукурџуми, малој улици у Истанбулу где се ова прича највећим делом одвија, и претворио га у прави музеј — Музеј невиности.

## О књизи
У књизи Музеј невиности Орхан Памук отвара најразноврсније теме — од друштвених табуа до неодољиве модерности и слобода које су седамдесетих освајали и млади Истанбулци, од метафоричких музејских вредности до прегледа збирки најбизарнијих светских музеја, од филмског заплета до приповести о свету савремене турске кинематографије. Ипак, у основи је ово љубавни роман, по чему се Музеј невиности разликује од других Памукових романа. Као и у већини Памукових дела и у овом се прича одвија у Истанбулу, у старим градским четвртима Нишанташ, Чукурџума, Таксим, Харбија, Бејоглу, у ексклузивним клубовима и запуштеним баровима, луксузним вилама и сиротињској периферији, биоскопским баштама којих данас више нема, пословним четвртима и забаченим старетинарницама. Ипак, овај роман је пре свега књига о међуљудским односима, опсесијама, фетишима, емотивној зависности, сакупљању ствари и успомена, сећању и чежњи, а у основи свега стоји фундаментално питање шта је љубав, заправо.
На први поглед роман говори о човеку који пати због неостварене љубави, међутим у својој суштини Музеј невиности је Памуков својеврсни омаж Истанбулу. Као такав представља панораму богате турске културе, забележене до најситнијих детаља. Кроз роман, Памук врло видно преноси оно што се може искусити само кроз сопствени доживљај и ситнице које га везују за овај град. Успомене које прикупља посећујући омиљене продавнице, филмове које гледа у градској кинотеци, први плес уз гласну музику великог клуба или исечци из новина које нестрпљиво чека сваке недеље поред најближег киоска. Он пише о мирису Истанбула у касно послеподне, звуковима које чује касно увече и рано ујутро, док пише роман поред отвореног прозора с којег се јасно види и чује Босфор. Описује припите суседе при повратку кућама, рибаре који у рану зору бацају удицу у канал и звук шкрипе трамваја које му повремено из даљине донесе ветар.
О овој књизи књижевник Владислав Бајац је рекао: „Врло занимљив процес у ком се књига трансформише у предмете и обрнуто; књига у музеј и музеј у књигу."
Сам аутор о књизи каже: 
Мој до сада најнежнији роман, који исказује највише пажње и поштовања према људима.
У трагичном низу догађаја Кемал опсесивно сакупља сваки предмет који Фусун додирне. Из те несвакидашње опсесије рађа се и идеја Орхана Памука да за роман изгради стварни музеј. Године 1999. он је купио стару троспратну кућу у истанбулском кварту Чукурџума. Девет година касније завршено је реновирање будућег музејског простора, као и књига под насловом Музеј невиности. Оно што је у роману описао на свој имагинарни начин, Памук је материјализовао у стварном Музеју невиности. Памук је предмете за музеј наилазио на бувљим пијацама и они су често диктирали ток романа, тако да се лагано губила граница између тога да ли је роман инспирисао стварање музеја или је заправо ово књижевно дело инспирисано стварним музејом.